# Calommata obesa
Calommata obesa är en spindelart som beskrevs av Simon 1886. Calommata obesa ingår i släktet Calommata och familjen pungnätsspindlar.
Artens utbredningsområde är Thailand. Inga underarter finns listade.